# Degenererad materia
Degenererad materia är inom astrofysiken gasformig materia som har så hög densitet att vanliga gaslagar satts ur spel. Den utgörs av fermioner som befinner sig under tillräckligt hög densitet att Paulis uteslutningsprincip är det dominerande bidraget till dess inre tryck. Detta tryck kallas degenerationstrycket och uppstår på grund av att uteslutningsprincipen förbjuder de inblandade partiklarna att befinna sig i identiska kvanttillstånd. Alla försök att tvinga dem så nära att de inte är klart åtskilda positionsmässigt måste placera partiklarna i olika energinivåer. Därför tvingar en volymminskning många av partiklarna till kvanttillstånd med högre energi. Volymminskningen kräver alltså en komprimerande kraft för att motverka det som gör sig gällande som ett motstående tryck. 

## Exempel
Exempel på degenererad materia är:
- elektrongas i metaller där Fermienergin är mycket högre än den termiska energin vid rumstemperatur
- vita dvärgar,[1] där en relativistisk elektrongas stabiliserar volymen mot gravitationell kollaps
- neutronstjärnor,[1] där en fermigas av neutroner, populärt kallad neutronium, stabiliserar mot vidare kollaps
- metalliskt väte